# Répertoire de la législation de l'Union européenne
 (mars 2023).
Le Répertoire de la législation consolidée de l'Union européenne est une codification du droit européen.
Il présente la version en vigueur des actes législatifs, classés par chapitres thématiques.
Cette codification est encore expérimentale[Quand ?]. 